# پیاز بویایی

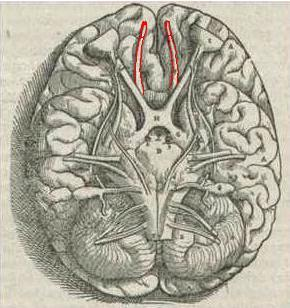
پیاز و مجراهای بویایی در مغز (به رنگ قرمز)

پیاز بویایی (به لاتین: bulbus olfactorius) ساختاری است در مغز پیشین جانوران مهره‌دار است که با عمل بویایی و تشخیص بوها ارتباط دارد.
هرچند در اغلب پستانداران پیاز بویایی در قسمت قدامی مغز قرار دارد در انسان در قسمت تحتانی مغز (زیر لوب پیشانی) و روی استخوان اتموئید قرار گرفته است.

## نگارخانه

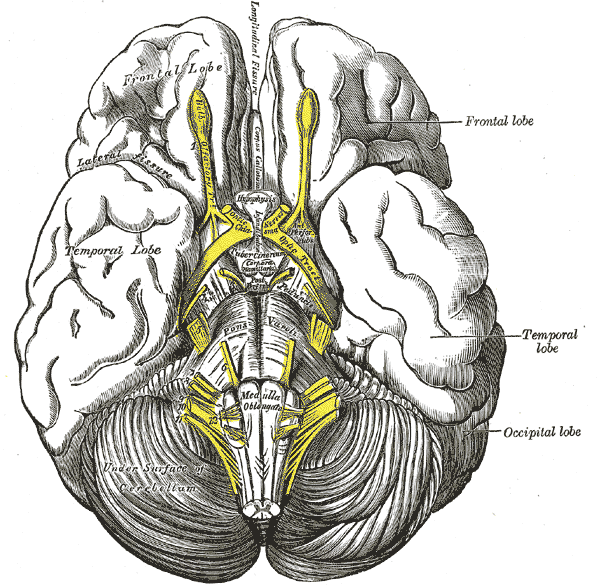
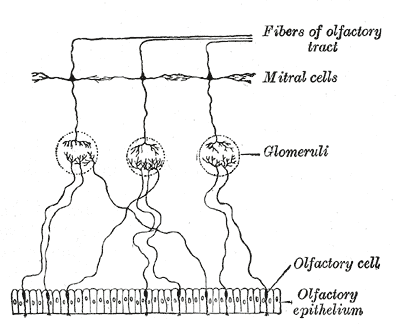
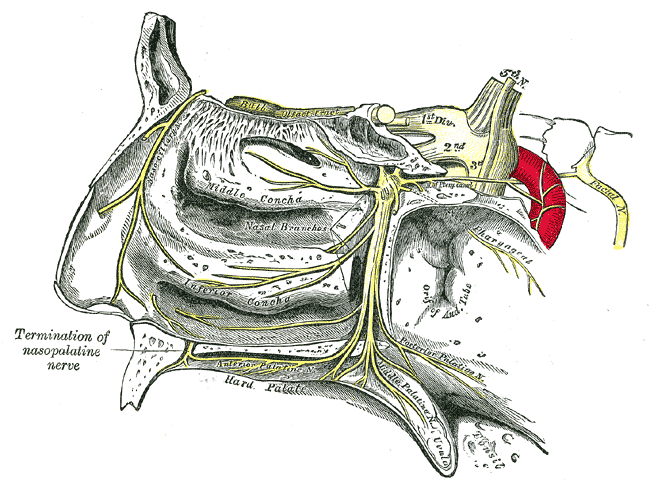
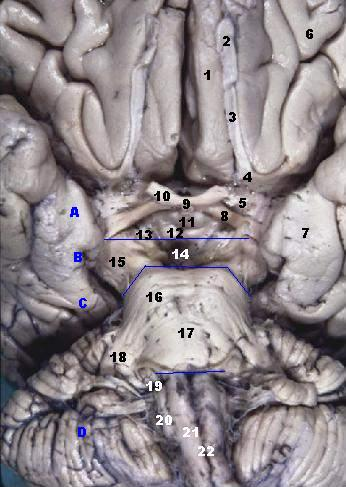
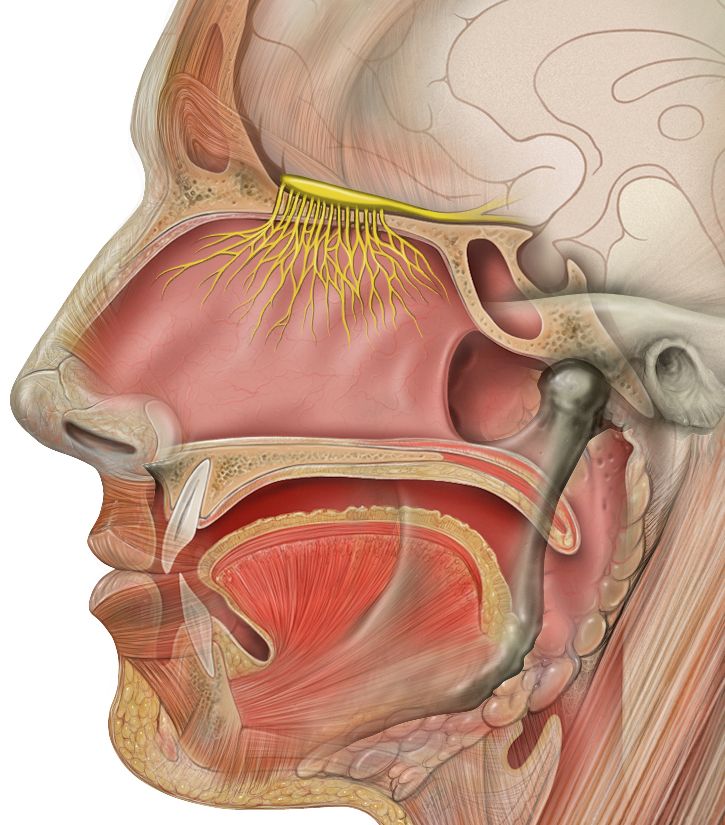
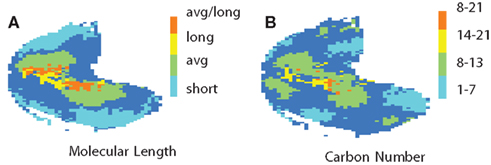
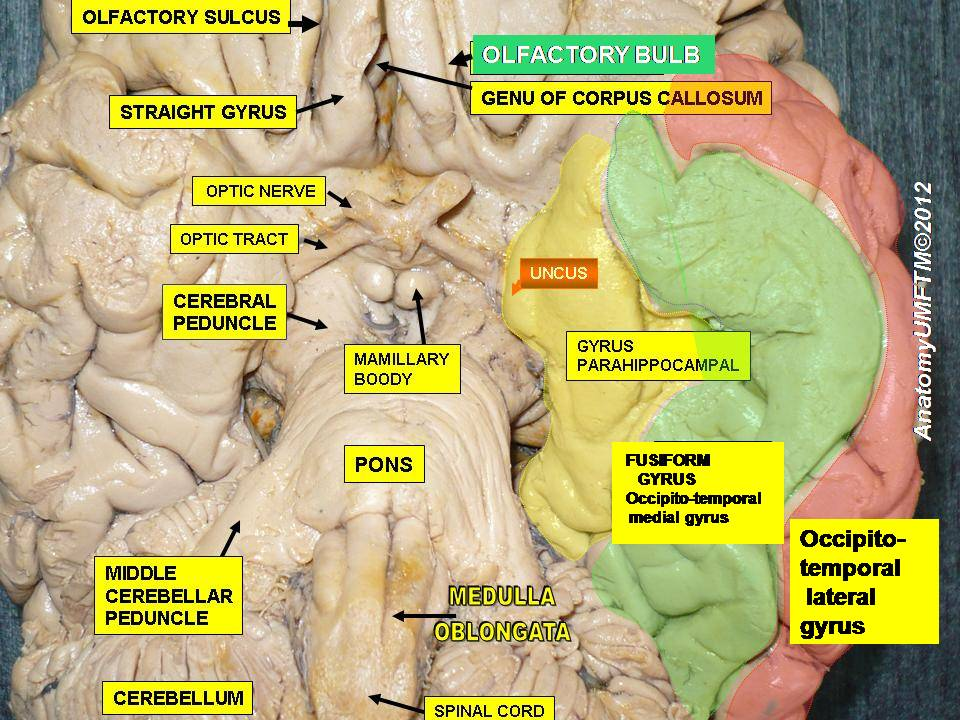